# دل در گرو
دل در گرو (انگلیسی: Hearts in Hock) یک فیلم کمدی صامت کوتاه آمریکایی است که در سال ۱۹۱۹ منتشر شد. از بازیگران این فیلم می‌توان به اولیور هاردی، بیلی وست، بارتین بورکت و جک هندرسون اشاره کرد.